# Gestió fora de banda

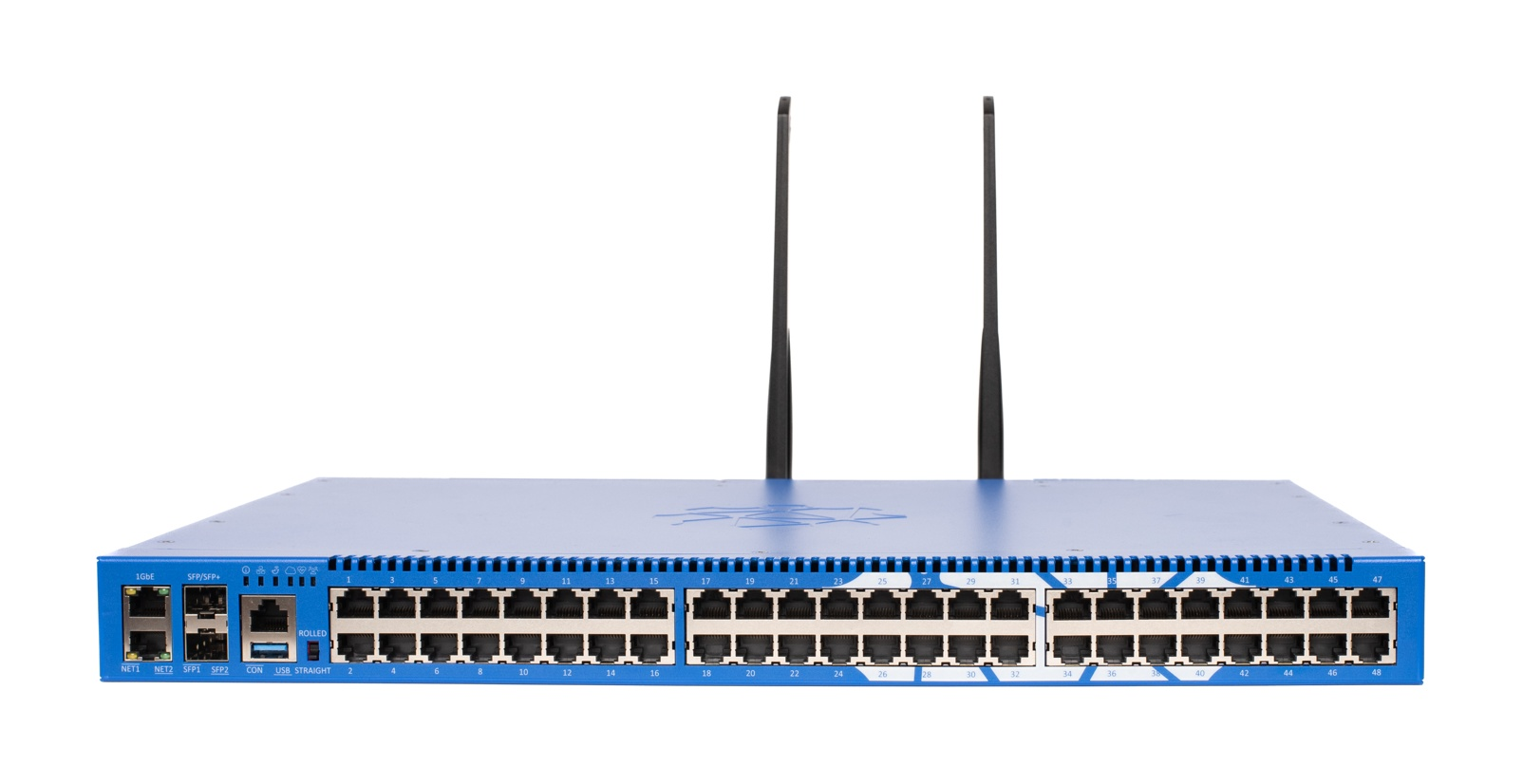
Un dispositiu de gestió fora de banda

En la gestió de sistemes, la gestió fora de banda (OOB; també gestió de llums apagada o LOM) és un procés per accedir i gestionar dispositius i infraestructures en ubicacions remotes mitjançant un pla de gestió independent de la xarxa de producció. L'OOB permet a un administrador del sistema supervisar i gestionar servidors i altres equips connectats a la xarxa mitjançant un control remot, independentment de si la màquina està encès o si hi ha instal·lat o funciona un sistema operatiu. Es contrasta amb la gestió en banda que requereix que els sistemes gestionats estiguin encès i disponibles a través de les instal·lacions de xarxa del seu sistema operatiu.
OOB pot utilitzar interfícies de gestió dedicades, ports sèrie o xarxes cel·lulars 4G i 5G per a la connectivitat.
La gestió fora de banda es considera ara un component de xarxa essencial per garantir la continuïtat del negoci i molts fabricants la tenen com a oferta de producte.

## Fora de banda versus dins de banda
Per contra, la gestió en banda mitjançant VNC o SSH es basa en la connectivitat en banda (el canal de xarxa habitual). Normalment requereix programari que s'ha d'instal·lar al sistema remot que s'està gestionant i només funciona després que el sistema operatiu s'hagi arrencat i s'hagi activat la xarxa. No permet la gestió de components de xarxa remots independentment de l'estat actual d'altres components de xarxa. Un exemple clàssic d'aquesta limitació és quan un administrador del sistema intenta reconfigurar la xarxa en una màquina remota només per trobar-se bloquejat i incapaç de solucionar el problema sense anar físicament a la màquina. Malgrat aquestes limitacions, les solucions en banda encara són habituals perquè són més senzilles i de molt menor cost.

## Disseny
Un sistema complet de gestió remota permet reiniciar, apagar i engegar remotament; monitorització del sensor de maquinari (velocitat del ventilador, voltatges d'alimentació, intrusió del xassís, etc.); emissió de sortida de vídeo a terminals remots i recepció d'entrada des del teclat i el ratolí remots (KVM sobre IP). També pot accedir a mitjans locals com una unitat de DVD o imatges de disc, des de la màquina remota. Si cal, això permet realitzar la instal·lació remota del sistema operatiu. La gestió remota es pot utilitzar per ajustar la configuració de la BIOS que pot ser que no sigui accessible després que el sistema operatiu ja s'hagi arrencat. També es poden ajustar els paràmetres per al RAID de maquinari o els temps de RAM, ja que la targeta de gestió no necessita discs durs ni memòria principal per funcionar.
Com que la gestió a través del port sèrie ha estat tradicionalment important als servidors, un sistema complet de gestió remota també permet la interfície amb el servidor mitjançant un cable sèrie a través de LAN.
Com que l'enviament de la sortida del monitor a través de la xarxa consumeix ample de banda, targetes com el MegaRAC d'AMI utilitzen compressió de vídeo integrada (les versions de VNC s'utilitzen sovint per implementar-ho). Els dispositius com Dell DRAC també tenen una ranura per a una targeta de memòria on un administrador pot conservar la informació relacionada amb el servidor independentment del disc dur principal.
Es pot accedir al sistema remot mitjançant una interfície de línia d'ordres SSH, programari de client especialitzat o mitjançant diverses solucions basades en un navegador web. El programari client sol estar optimitzat per gestionar fàcilment diversos sistemes.
També hi ha diverses versions reduïdes, fins a dispositius que només permeten el reinici remot apagant el servidor. Això ajuda si el sistema operatiu es bloqueja, però només necessita un reinici per recuperar-se.
Una versió anterior de la gestió fora de banda és un disseny que implica la disponibilitat d'una xarxa separada que permet als administradors de xarxa accedir a la interfície de línia d'ordres a través dels ports de la consola dels equips de xarxa, fins i tot quan aquests dispositius no reenvien cap trànsit de càrrega útil.
Si una ubicació té diversos dispositius de xarxa, un servidor de terminal pot proporcionar accés a diferents ports de consola per accedir directament a la CLI. En cas que només hi hagi un o només uns quants dispositius de xarxa, alguns d'ells proporcionen ports AUX que permeten connectar un mòdem de marcatge per accedir directament a la CLI. Sovint es pot accedir a l'esmentat servidor de terminals a través d'una xarxa independent que no utilitza commutadors i encaminadors gestionats per a una connexió al lloc central, o té un mòdem connectat mitjançant accés de marcatge a través de POTS o RDSI.

## Implementació
La gestió remota es pot habilitar en molts ordinadors (no necessàriament només servidors) afegint una targeta de gestió remota (mentre que algunes targetes només admeten una llista limitada de plaques base). Les plaques base de servidor més noves sovint tenen una gestió remota integrada i no necessiten cap targeta de gestió independent.
Internament, la gestió fora de banda basada en Ethernet pot utilitzar una connexió Ethernet separada dedicada o es pot realitzar algun tipus de multiplexació de trànsit a la connexió Ethernet habitual del sistema. D'aquesta manera, es comparteix una connexió Ethernet comuna entre el sistema operatiu de l'ordinador i el controlador de gestió de placa base integrada (BMC), normalment configurant el controlador d'interfície de xarxa (NIC) per dur a terme el filtratge de ports del protocol de control de gestió remota (RMCP), utilitzant un MAC separat. adreça o utilitzar una LAN virtual (VLAN). Així, la naturalesa fora de banda del trànsit de gestió està assegurada en un escenari de connexió compartida, ja que el sistema configura la NIC per extreure el trànsit de gestió del flux de trànsit entrant a nivell de maquinari i per dirigir-lo al BMC abans. arribar a l'amfitrió i al seu sistema operatiu.